# Janusz Liberkowski
Janusz Liberkowski (Nowa Sól, Polônia, 9 de março de 1953), é um engenheiro polonês ganhador, em 18 de maio de 2006, da primeira temporada do programa de reality show American Inventor. A invenção dele foi a Anecia Safety Capsule.
Ele trabalha como engenheiro mecânico em San Jose, Califórnia. A invenção Anecia Safety Capsule é apenas uma de suas muitas invenções. Ele ainda possui 8 patentes. A morte de sua filha, Anecia, fez com que ele se inspirasse para desenvolver sua principal invenção: Uma cadeira para crianças de segurança, para a utilização em automóveis.